# 아이템
아이템(item)은 종이-연필 게임과 비디오 게임에서 플레이어 또는 논플레이어 캐릭터가 수집할 수 있는 게임 세계의 물건이다. 이러한 아이템들은 픽업(pick-up)이라고 부르기도 한다.
아이템들은 대개 플레이어 캐릭터에게 도움이 되는 일을 한다. 일부 게임들은 부정적인 보너스를 착용자에게 부여하고 저주가 풀릴 때까지 제거되지 않는 저주의 갑옷 등의 유해한 아이템을 포함한다. 이를 해결하는 수단은 비용이 들거나 특별한 아이템이 필요할 수 있다. 일부 아이템들은 플레이어에게 가치가 전혀 없는 것일 수도 있다. 아이템들은 특히 롤플레잉 게임에서 현저하게 눈에 띄는데, 이것들은 보통 퀘스트를 완수하거나 스토리를 진전시키는데 필수적이다.
가끔 특정한 아이템들은 공유할 수 있으며 특정 위치에서 한 번만 나타나거나, 특정한 작업을 완수한 뒤에만 나타나는 경우도 있다. 게임은 플레이어가 어떻게 아이템을 사용하는가에 대해 다를 수 있다. 마리오와 소닉 시리즈 등 일부 게임들에서 아이템은 플레이어 캐릭터가 접촉할 때 자동으로 사용된다. 스트리트 오브 레이지 시리즈 등의 게임이라든지, 페르시아의 왕자 게임에서 플레이어 캐릭터는 수집을 하지 않고 아이템을 건너뛸 수 있으며 플레이어가 이를 수집하려면 특정한 버튼을 눌러야 하지만 버튼을 누를 때에는 즉시 사용된다. 수많은 롤플레잉 게임 등 일부 게임에서 아이템은 자동으로나 수동으로 수집할 수 있으나 즉시 사용되지 않으며 아이템은 휴대하면서 나중에 플레이어가 필요할 때 수동으로 사용할 수 있다.

## 종류
아이템의 종류는 다양하며 아이템을 수집하는 대부분의 게임에서는 이러한 종류에 따라 구분된다. RPG의 경우 아이템 창고가 일반적인 UI 기능이며 여기에서 지금까지 모은 아이템을 모두 볼 수 있다. 이 아이템들은 "장비", "물약" 등 분류에 따라 분류된다. 다른 게임 장르에서 아이템들은 취득하자마자 효력이 발생할 수 있다.

### 플랫폼 게임

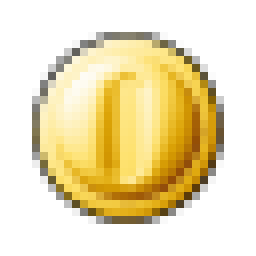
코인(coin, 동전)은 비디오 게임에서 수집 가능한 일반적인 아이템이다.

소닉 더 헤지혹, 슈퍼 마리오 브라더스 등 수많은 플랫폼 게임에서 아이템은 아이템 상자 등에서 레벨마다 흩어져있다. 수많은 비디오 게임 아이템들은 모든 게임에 일반화되어 있다.
1-Up 또는 계속하기(컨티뉴)는 플레이어 캐릭터에게 추가 생명을 부여하며 죽임을 당하더라도 계속할 수 있게 한다. 1-up은 보통 메인 캐릭터의 얼굴 형태로 등장한다. (현대의 게임에서는 덜 일반화된 "1UP" 텍스트가 표시되기도 한다) 일부 게임에서는 스페셜 스테이지에서 얻거나 사소한 수많은 보물 아이템을 모음으로써 얻을 수 있다.(예: 소닉 게임에서 100개의 링을 얻으면 추가로 생명이 하나 더 생긴다) 또, 특정한 시간 동안 레벨을 완수하거나 특정한 수의 포인트를 얻음으로써 달성할 수도 있다.
코인, 링, 게임, 보석 등의 보물은 또다른 일반적인 아이템이다. 이것들은 플레이어의 득점을 결정하는데 사용되기도 한다. 일부 게임, 특히 오버월드 맵의 것에서 플레이어는 이러한 아이템들을 가게와 같은 장소로 가져와서 이것들을 새로운 기능이나 장비와 맞바꿀 수 있다. 일반적으로 이러한 보물 아이템들은 레벨을 거칠 때마다 적은 양으로 발견된다. 그러나 플레이어는 탐험을 통해 수많은 아이템이 들어있는 비밀스런 지역을 발견할 수도 있다.
일부 플랫폼 게임에서, 특히 커비 시리즈 등에서 약물, 음식, 에너지 용기가 발견되며 추가 건강이나 방어 능력을 플레이어에게 부여한다. 이것들은 일반적으로 매우 드문 편이며, 플레이어는 히트 카운터(hit counter)를 주의깊게 살펴보게끔 한다. 소닉 시리즈 등의 일부 게임에서 보물 아이템들(링)은 추가 히트를 달성하면 두 배가 된다.
퀘스트 아이템(키 아이템)들은 여러 게임이나 스테이지를 완수하는데 필수적이다. 플랫폼 게임에서 이것들은 무조건 필수적인 것은 아니지만 더 나은 엔딩을 달성하기 위해 선택적일 수 있다.

### 어드벤처 게임

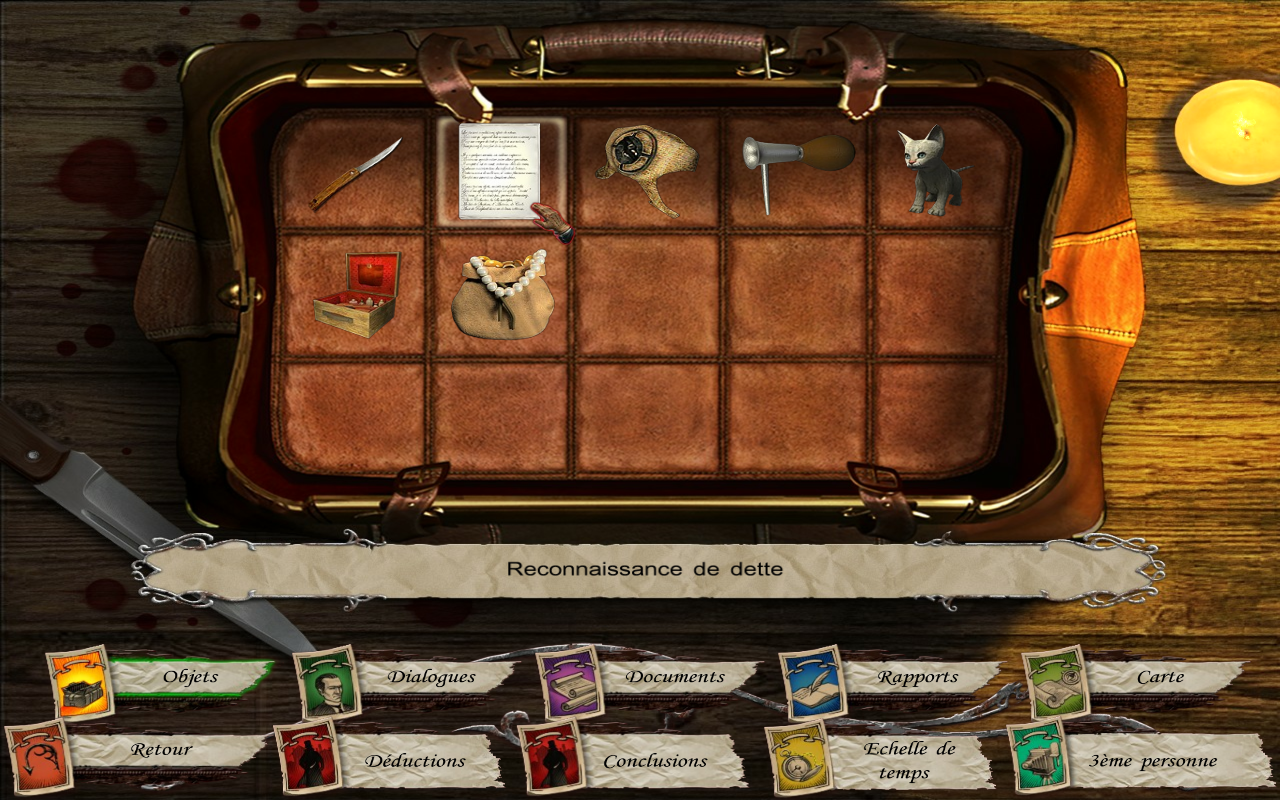
어드벤처 게임 셜록홈즈 VS 잭 더 리퍼의 플레이어의 물건을 보관하고 있는 인벤토리.

어드벤처 게임에서 종종 수많은 퍼즐이 있으며 플레이어가 던전이나 레벨을 진행하려면 이것들을 완수하여야 한다. 일반적으로 던전 탐험을 통해 모아둔 특정한 아이템들을 사용하여 완수할 수 있다. 이는 젤다의 전설에서 매우 일반적인 요소로, 훅샷 등의 아이템들은 특정한 장애물을 통과하는게 필수적이며, 메트로이드 시리즈 등의 게임에서는 그래비티 슈트(gravity suit)나 파워봄(power bomb) 등의 아이템이 있어야 다른 지역으로 넘어갈 수 있다. 퍼즐을 탐험하는 다른 중요한 아이템으로는 새로운 길을 열기 위한 폭탄이 있으며, 부메랑을 통해 먼 거리의 아이템을 찾을 수 있다. 마인크래프트에서 아이템의 종류는 무기에서부터, 도구, 그리고 음반이나 달걀과 같은 기타 물건들에 이른다. 퍼즐을 완수하거나 특정 지역에 접근하기 위해 아이템이 필요한 것은 아니지만, 게임의 진행, 그리고 보스와 싸우기 위해서는 필수적이다.
던전 진행에 필요한 다른 일반적인 아이템은 열쇠(키, key)이다. 던전 안에 몇몇 키들이 있는 경우가 있고, 아니면 해골 열쇠(스켈레톤 키, skeleton key) 하나만 가지고 잠겨있는 모든 문을 열 수 있다.

### 슈팅 게임

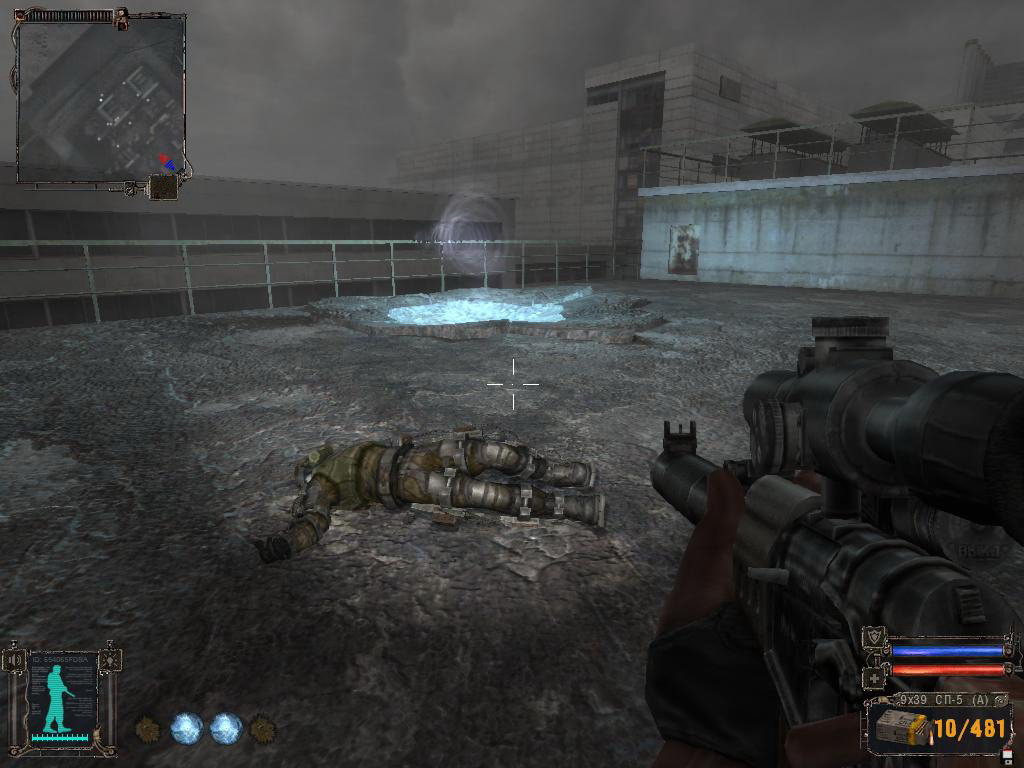
일부 비디오 게임에서 아이템들은 사살된 적의 신체에서 볼 수 있다

슈팅 게임의 아이템은 다른 장르만큼 일반적이지는 않으나 게임플레이에서 중요한 역할을 수행한다. 가장 일반적인 아이템은 RPG의 약물과 비슷한 헬스팩(health pack), 플레이어 캐릭터가 장착한 총과 함께 동작하는 탄약 상자는 탄약팩이다. 가끔, 각기 다른 많은 무기들이 있는 게임에서 특수한 탄약팩이 있을 수 있는데, 로켓과 유탄 발사기의 경우 각각 네이팜탄통, 로켓/수류탄에 해당한다.
드물게 새로운 무기를 얻을 수 있는데, 일반적으로 패배한 적 병사의 몸에서나, 또는 게임의 설정에 따른 기계나 로봇으로부터 구할 수 있다. 대체적으로, 더 강력한 무기(앞서 언급된 로켓탄 발사기나 화염방사기 등)는 게임의 후반부에 발견되는 경향이 있다. 장르를 넘나드는 일부 게임(예: 트위스티드 메탈)들의 경우 무기는 극히 제한된 시간 동안 파워업 형식으로 등장한다.

### 대전 격투 게임
대전 격투 게임에서 아이템은 훨씬 덜 일반적이지만 수많은 타이틀에서 등장한다. 레슬링 게임에서 접의자와 기타 무해한 물건과 같은 아이템들이 임시변통의 무기들로 사용되기도 하며, 종종 아이템이 부서질 때까지 아이템의 사용 횟수에 제한을 두는 경우가 있다. 슈퍼 스매시브라더스 시리즈에서 아이템은 전투에서 중요한 역할을 하며 특정 아이템(예: 무적 또는 망치)이 특정 시간에 도착하면 전투의 흐름을 완전히 바꾸어놓을 수 있다.

### 스포츠 게임
유명한 스포츠 게임들은 일반적으로 트레이딩 카드와 비슷한 형태의 아이템들이 있으며 플레이어, 직원(감독, 의료 전문인, 코치), 소비 가능한 아이템과 스타디움 등을 이루는 아이템들이 동반된다.

## 참고 문헌
- Hart, Casey B. (2017). 《The Evolution and Social Impact of Video Game Economics》. Lexington Books. ISBN 1498543421. 2018년 1월 23일에 확인함.
- Rogers, Scott (2014). 《Level Up! The Guide to Great Video Game Design》 2판. en:John Wiley & Sons. ISBN 1118877195. 2018년 1월 23일에 확인함.
- Solarski, Chris (2017). 《Interactive Stories and Video Game Art: A Storytelling Framework for Game Design》. en:CRC Press. ISBN 1315401207. 2018년 1월 24일에 확인함.
- Wolf, Mark J.P.; Perron, Bernard (2008). 《The Video Game Theory Reader 2》. en:Routledge. ISBN 1135895171. 2018년 1월 24일에 확인함.
- Steinberg, Scott; Thomas, Dave; Orland, Kyle (2007). 《The Videogame Style Guide and Reference Manual》. en:Lulu.com. ISBN 1430313056. 2018년 1월 24일에 확인함.
- Ratliff, Jacob A. (2015). 《Integrating Video Game Research and Practice in Library and Information Science》. IGI Global. 127–206쪽. ISBN 1466681764. 2018년 1월 24일에 확인함.